# قائمة الأفلام المصرية سنة 1993
هذه قائمة بالأفلام المصرية لسنة 1993 مرتبة أبجديا

## 1993
- الإرهاب والكباب
- أمريكا شيكا بيكا
- الباشا
- لهيب الانتقام
- تحقيق مع مواطنة
- الحب في الثلاجة
- وزير في الجبس
- الصديقان
- غبي على الزيرو
- كروانة
- ليه يا بنفسج
- مستر كاراتيه
- المنسي